# 独裁
獨裁（英語：autocracy），也譯為專制、專政，政治學名詞，是一種政府的形式，由一個擁有無限威權的統治者，在不受法律及傳統的制衡下，以個人意志來進行統治。由統治者個人獨攬國家最高權力，以專制殘暴手段實行統治之方式:2149。這個具備無限權力的統治者，稱為獨裁者（希臘語：αὐτοκράτης，autocrates）。以這種統治方式形成的政治制度，稱為獨裁政體（英語：dictatorship）。

## 字源
「獨裁」譯自英語：，其字根來自於古希臘語：（autocrates），其中，意為獨自、個人的，是統治的意思，因此它可以譯為：由他一個人來統治。以這種方式來統治的領導者，稱為獨裁者（αὐτοκράτωρ，autokratōr）。
古希臘與「獨裁」相對的，有寡頭統治（由少數人統治），與民主（由人民共同治理）。在《歷史》一書中，希羅多德記錄了在大流士建國之初，要決定波斯帝國的體制，對獨裁、寡頭與民主三種政體進行比較，最終決定選擇獨裁政體的故事。在這個故事中，歐塔尼斯（Otanes）提出獨裁的缺點是，獨裁者在權勢的誘惑下，會產生傲慢的心理，再加上嫉妒的心理，會出現各種惡行，讓國家陷入暴虐的統治中。大流士則認為，交由單獨一位最優秀的人進行統治，可以讓國家走向最好的方式，因此主張保存原有獨裁制度。
在希羅多德時代，獨裁與君主制是同義字。但在柏拉圖之後，獨裁跟僭主一樣，成為一個具有負面意思的字。在古希腊哲学家柏拉图的《理想国》一书中，提及君主、寡头、共和及僭主四种政体，其中，僭主被認為是一種最容易形成獨裁統治的政體。在亞里斯多德《政治學》中，提出六種政體，獨裁制與君主制相同，統治權都集中在一人身上，但是君主制是以公共利益為出發點，獨裁制則是以統治者自身利益為出發。在中古希臘文中，所有具備皇帝（emperor）稱號的統治者，都被稱為獨裁者（希臘語：αὐτοκράτης，autocrates）。
在歐洲源於古羅馬共和國；當國家處於緊急狀態時，元老院可任命獨裁官，賦予全權處理一切事務，恢復常態後即告結束:2149。獨裁被認為是一種具備最高權威的統治。共和國末期出現終身獨裁官；隨著羅馬共和國向帝國轉變，獨裁遂成為一種確定之政治制度:2149。
古代東方之君主專制政體一開始就屬獨裁統治性質:2149。中文的獨裁，源自日本汉字譯名。1866年，福澤諭吉譯《西洋事情》，將despot意譯為立君獨裁。日本學者之後又將英語：譯為獨裁，專制或專政等。在傳入中國後，這個譯名與獨裁政治、專制主義有混用的情況。

## 制度比較
近現代，實行民主制度已成時代潮流，但仍出現獨裁統治。与其相近的还有家族及个人独裁统治。世界史上，不少學者將独裁政體分為三類型：憲政獨裁、軍政府獨裁及法西斯獨裁，然而世界各地發展出許多不同於這些類型的獨裁如宗教獨裁、家族獨裁等